# صفنیا

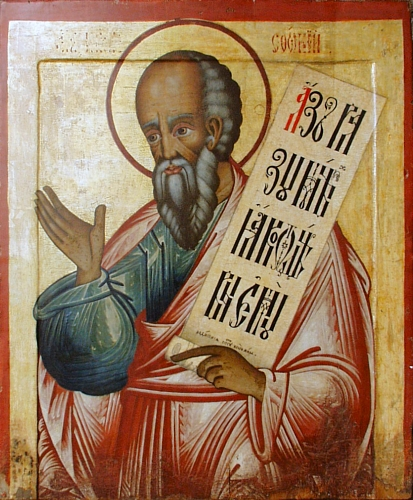
پیامبر صفانیا، نماد قدیمی ارتدکس روسی

صَفِنیا (عبری:צְפַנְיָה به معنی «یهوه او را پنهان ساخته») پسر کوشی و نهمین پیامبر از انبیای کوچک، از شخصیت‌های تنخ یهودی و عهد عتیق در انجیل محسوب می‌شود.
صفنیا از خاندان حزقیا بود و نسبش به یهودا می‌رسید. او در حدود سال ۶۳۰ قبل از میلاد، زمان حکومت یوشیا و معاصر با ارمیا، ناحوم و حبقوق به پیغمبری رسید. کتاب صفنیا یکی از بخش‌های عهد عتیق است که موضوع اصلی آن پیش‌بینی خرابی یهودیه به دست بابلی‌ها و آمدن روز داوری است.